# オサー
オサー（ロシア語: ОСА、スズメバチの意）とは、ロシアの非致死性拳銃である。この銃は幾種類も作られており、信号拳銃や閃光弾発射器、またはスターターピストルに使われる。システムは銃本体（2発から4発の弾薬、レーザーポインター、電子式点火機構）および様々な弾種で成り立っている。
オサーの開発は、技術者・製造者そして兵器設計者であるG・A・ビデエフ (Г.А. Бидеев)によって1990年代に行われた。この銃は国有機関である「Federal Center for Research and Manufacturing（直訳すれば連邦研究製造センター）」および「The Institute for Science and Research in the Applied Chemistry（直訳すれば応用化学・科学調査研究所）」で設計製造された。この拳銃は民間市場で売買できる。
2018年2月に北海道警による国内初の銃刀法違反での摘発があった。

## 設計詳細
元設計のPB-4は4連銃身のブレークアクション式拳銃である。アルミニウム製の薬室ブロックの内部に、8の字状に成型された薬室を水平にし、これを2個重ねて収容した。両方の薬室とも弾数は2発である。各弾薬のために分離された薬室を設ける必要が無いのは、ガス圧が分厚い薬莢内に封じられる（弾丸径が15.3mmであるのに対し、薬莢の外径は18mm）ことによるもので、薬室がガス圧に対抗する必要がなくなっている。威力の増強を目的として弾薬を非合法に改設計すると、この銃のまともな使用が妨害される。薬莢はまた銃身としての機能も発揮している。弾丸は薬莢内部の深い位置にあり、ケース内部で加速される。射撃時、ケース前端は薬室ブロック前端と同位置に並んでいる。4つのツメがついたエキストラクターが薬室ブロックの中央溝に存在する。薬莢は無起縁式で、排莢用の溝が1条彫られている。エキストラクターは薬莢を保持し、薬室ブロックの外部から前方方向へと薬莢を入れ込んでいる。手動装填のために作動機構が開かれた際には、薬莢は後方へ抜き出される。引き金およびトリガー・ガードは薬室ブロックの下面に装着されている。
薬室ブロックは銃把側と接合し固定される。銃把側には固定用の面、射撃ボタン（薬室ブロックを接合したのち、引き金によって押される）、銃把、バッテリーと電子装置が組み込まれている。雷管は電気発火式で、このため4組の円形接触板が固定面上に置かれ、薬莢底部と接する。また4組のコンタクトピンが各板中央部にあり、雷管と接触する。引き金を引くと電子的なインパルスが作られ、電気発火機構が1から4番の薬室へと順番に発火インパルスを送り出す。また不発を避けるため、不具合を起こした実包の入っている薬室をスキップすることも可能である。この銃は単発射撃モードのみが可能である。PB-4の改修型のいくつかは発火機構がバッテリーで作動する。他の種類では、バネが引き金を引く間に圧縮され、開放された際に電気インパルスが生じる、キッチン用の点火装置（圧電素子）に似た一種の強い発電機が用いられる。
薬室ブロック上部には単純な照準器が設けられている。半円筒形状の溝がその部分に渡って切られ、溝の前端は白い照星部分になっている。PB-4のいくつかの派生型では内蔵型レーザーサイトが付けられている。これは固定面中央部にレーザー照射窓を設け、ビームが薬室ブロックのエキストラクター溝に沿って進むものとなっている。銃把側面の右側に作られたレーザースイッチは親指で操作される。レーザーは銃把内蔵のバッテリーで動作する。安全スイッチは存在しない。接合され、装填されたこの銃は常に射撃準備状態にある。とはいえ、いくつかの改修型ではバッテリーに充電されている必要がある。

## 致死性
1mの距離から18x45Tオサー拳銃弾を側頭部分に撃ち込まれた人物は、盲管銃創ができ、銃弾は脳の大部分を通過した。被害者は植物状態となった。

## 派生型
- PB-4 "OSA" (ПБ-4 "ОСА") - 最初の形式。18x45mm弾薬、1999年製造開始[1]。
- PB-4M (ПБ-4М) - 2番目の形式。18x45mm弾薬、2002年製造開始。2018年2月日本で初めて押収されたのがこの型。
- PB-4-1 (ПБ-4-1) - レーザーサイトを内蔵した形式。18x45mm弾薬、2003年製造開始[1]。
- PB-4-1ML (ПБ-4-1МЛ) - レーザーサイトを内蔵した新形式。18×45mm弾薬、2005年製造開始[5]。
- PB-4-2 (ПБ-4-2) - 新型、18.5×55mm弾薬。
- PB-4SP (ПБ-4СП) - 「サービスモデル」、18.5×60mm弾薬。2005年、ロシア司法機関の各組織（モスクワ地下鉄部門、民警パトロール部隊、他）が用いる武器としてロシア内務省が採用した[1][6][7]。

## 合法性
- ロシア - ロシアにおいて一般市民が非致死性兵器を使用することは認可されており、また私的な警備員[8][9]や法によって置かれた組織もこれを使用する[10]。
- カザフスタン - カザフスタンでの非致死性兵器の使用は一般市民にも許可されている[11][12]。また私的な警備員もこれを使用できる。
- ドイツ - 2013年3月7日から8日にかけ、ニュルンベルクで「Enforce Tac-2013」の展示会が行われた後、少数のオサー拳銃がドイツ警察向けに発注された。

## 弾薬
「オサー」弾薬は様々なタイプの弾から構成される。これらは音と光で精神的ショックを与える自衛用、また照明用として企図されている。
- 18x45T (18×45T) - 精神的ショックを与える弾薬で、15.3mmのゴム弾がアルミニウム製薬莢に収められている。重量11.6gの弾丸はゴム製であるが金属製の弾芯が補強のために入れられている[13]。この弾丸は銃口初速が120m/s、また初活力は85Jである。この弾薬が目標に当たるとショック反応を引き起こす。
- 18×45 O (18×45 O) - 白色閃光弾。光度は105カンデラ。
- 18×45 S (18×45 С) - アルミニウム製薬莢に収められた信号弾。フレアの発光色は黄色、赤色、もしくは緑色。
- 18×45 SZ (18×45 СЗ) - 光および音響弾薬。アルミニウム製薬莢に特殊な炸薬が収められており、極度の爆音と閃光を発する。2004年から生産。
- 18×45 I (18×45 И) - 催涙弾。カプサイシンおよびCNガスを使用。2005年から生産[14]。
- 18×45 Pr. (18×45 Пр.) - アルミニウム製薬莢を用いた不活性な弾薬。教育・訓練用。
- 18×45 SM (18×45 СМ, "патрон фейерверочный") - アルミニウム製薬莢を用いた空中花火。
- 18×45 RSh (18×45 РШ) - 精神的ショックを与える弾薬。12gのゴム弾を備え、2010年から生産された。この弾薬は22mm径の弾頭をアルミニウム製薬莢に収容する。弾頭は全ゴム製で金属製の弾芯を用いず、初活力は約100Jである[15]。
- 18×45 «A+A» - 精神的ショックを与える弾薬。15.3mmゴム弾頭を備え、プラスチック製薬莢を用いる。この弾薬は金属製補強弾芯の入ったゴム弾を収める[16]。弾頭の初活力はおよそ91J[17]。
- 18×45 RG (18×45 РГ) - コンポジットケースにゴム弾を収めた、精神的ショックを与える弾薬。11.6gのゴム製弾頭には金属製の補強弾芯が入っている[18]。

このピストルの発射機構は、発射薬に点火するための電子パルスを自ら生み出せる。